# Vivian Girls
Vivian Girls ist eine US-amerikanische Band aus New Jersey, die 2007 in Brooklyn, New York, gegründet wurde und nach mehrjähriger Trennung seit 2018 in Los Angeles ansässig ist. Vivian Girls besteht aus Cassie Ramone als Songwriterin, Sängerin, Gitarristin, Produzentin und Illustratorin sowie Katy Goodman als Sängerin, Bassistin und Schlagzeugerin. Dazu hatte die Band im Lauf ihres Bestehens drei verschiedene Schlagzeugerinnen und Sängerinnen.

## Geschichte
Vivian Girls entstand im März 2007 im damaligen New Yorker Szene-Stadtviertel Greenpoint mit Frankie Rose und Cassie Ramone, die sich aus Kellerbands in New Brunswick, New Jersey kannten. Ramone studierte seit 2004 am Pratt Institute in Brooklyn. Kickball Katy, die mit Ramone die weiterführende Schule in der wohlhabenden Kleinstadt Ridgewood besucht hatte, vervollständigte das Trio.
Erste Auftritte begannen zwei Monate nach Gründung. Die Debütsingle Wild Eyes erschien im März 2008 auf einem kleinen Independent-Label und war binnen drei Wochen ausverkauft. Das erste Album Vivian Girls erschien als Pressung von 500 Schallplatten und war nach zehn Tagen ausverkauft, so dass im gleichen Jahr eine zweite Auflage mit 5000 Exemplaren folgte. Binnen 16 Monaten traten sie international rund dreihundertmal live auf.
Mitte 2008 verließ Frankie Rose die Gruppe. Sie war Mitglied der Bands Dum Dum Girls, Crystal Stilts, Fine Place und Beverly, als Indie-Künstlerin produziert sie elektronischen Retropop und hat etwa das Album Seventeen Seconds neu eingespielt.
Rose wurde durch Ali Koehler ersetzt, die aus dem gleichen, seit der Schulzeit einander bekannten Zirkel von Bands kam und mit Goodman, die dort Physik studierte, die Rutgers University in New Brunswick besucht hatte. Diese Besetzung veröffentlichte 2009 das zweite Studioalbum Everything Goes Wrong. Auf der folgenden Tournee traten sie bei Festivals wie Coachella, Primavera Sound und South by Southwest auf und kamen nach Asien und Australien. Danach begann Goodman in der Indie-Rockband La Sera zu spielen, Ramone widmete sich Soloprojekten, Koehler wurde Tour-Drummerin von Best Coast und gründete die Band Upset.
Für die Arbeiten am dritten Album Share the Joy, das im Jahr 2010 aufgenommen und 2011 veröffentlicht wurde, nahm die Neuseeländerin Fiona Campbell auf dem Schlagzeugsessel Platz. Ramone produzierte das Album zusammen mit dem Woods-Mitglied Jarvis Taveniere.
Die Musikerinnen hatten beständig weiter in anderen Bands und auf eigenen Alben gespielt und konzentrierten sich in der Folge auf diese Arbeit, auf ihre berufliche Karrieren und Familien. Vivian Girls kamen zu zwei Abschiedskonzerten im Jahr 2014 zusammen und spielten auf Goodmans Hochzeit im Jahr 2015.
Goodman und Koehler zogen unabhängig voneinander nach Kalifornien. Ramone ereilte im Jahr 2018 der Ruf, ihnen zum gemeinsamen Musizieren zu folgen, woraus die Aufnahme eines neuen Albums erwuchs. Dieses vierte Studioalbum Memory erschien 2019. Zugleich wiederveröffentlichte ihr Label Polyvinyl Records das Debütalbum und Everything Goes Wrong. Eine geplante Tournee wurde wegen der Covid-19-Pandemie verschoben.

## Einflüsse
Als musikalische Einflüsse nannten die Musikerinnen die Bands Wipers und Dead Moon und die Stilrichtungen Punk und Garage Rock. Cassie Ramone bezog ihren Künstlernamen von den Ramones und brachte Anleihen an die Girlgroups der 1960er Jahre, Burt Bacharach und Phil Spector ein.
Der Name „Vivian Girls“ kommt aus dem 15.145-seitigen Fantasy-Manuskript The Story of the Vivian Girls, in What Is Known as the Realms of the Unreal, of the Glandeco-Angelinian War Storm, Caused by the Child Slave Rebellion des Illustrators und Schriftstellers Henry Darger, das weniger sperrig unter dem Titel In the Realms of the Unreal bekannt ist. Die Mitglieder waren keine besonderen Fans des Schriftstellers, sondern fanden den Namen „cool“ und sahen lose Parallelen zwischen der Gender-Dichotomie der namensgebenden Fantasyfiguren und ihrer eigenen Musik.
Das Effektpedal „Holy Grail“ von Electro-Harmonix, das Frankie Rose im Jahr 2008 mitbrachte, definierte in der Anfangszeit den Klang der Band. Der dreistimmige Vokalsatz der Sängerinnen wurde durch den Nachhalleffekt mit den lärmenden Punk-Gitarren in einer Wall Of Sound zusammengeführt.

## Diskografie
Alben
- 2008: Vivian Girls (Mauled by Tigers)
- 2008: Live on the Radio WFMU 9/1/2008 (Eigenveröffentlichung)[13]
- 2009: Everything Goes Wrong (In the Red Recordings)
- 2011: Share the Joy (Polyvinyl Records)
- 2019: Memory (Polyvinyl Records)

Singles
- 2008: Wild Eyes (Plays With Dolls)
- 2008: Tell the World
- 2008: I Can't Stay
- 2008: Surfin' Away und Second Date
- 2009: Moped Girls
- 2010: My Love Will Follow Me
- 2011: I Heard You Say

Gastbeitrag
- 2010 mit Male Bonding: Worse to Come feat. Vivian Girls (Album: Nothing Hurts)